# Edubuntu
Edubuntu je inačica Ubuntua, Linux distribucije dizajnirane za korištenje u školama. Edubuntu sadrži Linux Terminal Server Project, veliki broj obrazovnih aplikacija uključujući GCompris, KDE Edutainment Suite, i Schooltool kalendar. Prvo izdanje Edubunta izašlo je uz Ubuntu 5.10, kodnog imena Breezy Badger, 13. listopada 2005. Od 13. listopada, Edubuntu CD-ovi mogu se naručiti kroz Shipit servis.
Edubuntu je razvijen uz pomoć učenika i nastavnika u različitim zemljama.
Edubuntu je baziran na Ubuntuu, i sadrži LTSP klijentske arhitekture, kao i obrazovne aplikacije namijenjene osobama od 6-18 godina.

## Ciljevi projekta
Glavni je cilj Edubuntua da se može koristiti od bilo koga, čak i bez dosta računalnog znanja, s mogućnosti postavljanja računarske laboratorije, ili online učenja, za samo sat vremena ili manje, i onda upravljati nastalim okruženjem bez mnogo muke.
Principijelni su ciljevi Edubuntua centralizirano upravljanje ugođavanjem, korisnicima i procesima, zajedno sa sadržajima za zajednički rad u učionici. Jednako je važno okupljanje najboljeg dostupnog slobodnog softvera i materijala za obrazovanje. 

## Vanjske poveznice
- Službena web stranica